# Die Freude reget sich
Die Freude reget sich (in tedesco, "La gioia si agita") BWV 36b è una cantata di carattere profano di Johann Sebastian Bach.

## Storia
La cantata Die Freude reget sich venne composta da Bach a Lipsia, probabilmente nel 1735, in occasione dell'elezione di Johann Florens Rivinius a rettore della locale università, avvenuta nell'ottobre dello stesso anno. Il testo è probabilmente di Christian Friedrich Henrici.

## Struttura
La cantata è scritta per soprano solista, contralto solista, tenore solista, coro, oboe d'amore I e II, flauto, violino I e II, viola e basso continuo ed è suddivisa in otto movimenti:
1. Coro: Die Freude reget sich, per tutti.
2. Recitativo: Ihr seht, wie sich das Glücke, per tenore e continuo.
3. Aria: Aus Gottes milden Vaterhänden, per tenore, oboe d'amore e continuo.
4. Recitativo: Die Freunde sind vergnügt, per contralto, archi e continuo.
5. Aria: Das Gute, das dein Gott beschert, per contralto, flauto, archi e continuo.
6. Recitativo: Wenn sich die Welt mit deinem Ruhme trägt, per soprano e continuo.
7. Aria: Auch mit gedämpften, per soprano, flauto, violino solo e continuo.
8. Coro e recitativi: Was wir dir vor Glücke gönnen, per tenore, contralto, soprano, coro e orchestra.